# لينا لوتزين
لينا لوتزن (من مواليد 11 سبتمبر 1993) هي مهاجمة كرة قدم ألمانية سابقة لعبت آخر مرة مع نادي كولن.

## مهنة النادي
في 18 أبريل 2016، مددت عقدها مع نادي بايرن ميونخ حتى 2018.

## مهنة دولية
كانت هدافة منتخب ألمانيا تحت 19 عامًا الذي فاز ببطولة أوروبا تحت 19 عامًا 2011 بخمسة أهداف. ظهرت لأول مرة مع المنتخب الوطني الأول في 29 فبراير 2012 ضد أيسلندا في كأس الغارف 2012. وكان هدفها الأول مع المنتخب الأول ضد أيسلندا في 14 يوليو 2013 في مباراة بطولة أمم أوروبا للسيدات 2013، وفازت باللقب.

### الأهداف الدولية
النتائج والنتائج تسرد رصيد أهداف ألمانيا أولاً:
| لوتزن – أهداف لصالح ألمانيا | لوتزن – أهداف لصالح ألمانيا | لوتزن – أهداف لصالح ألمانيا | لوتزن – أهداف لصالح ألمانيا | لوتزن – أهداف لصالح ألمانيا | لوتزن – أهداف لصالح ألمانيا | لوتزن – أهداف لصالح ألمانيا    |
| #                           | تاريخ                       | موقع                        | الخصم                       | الأهداف                     | نتيجة                       | مسابقة                         |
| --------------------------- | --------------------------- | --------------------------- | --------------------------- | --------------------------- | --------------------------- | ------------------------------ |
| 1.                          | 14 يوليو 2013               | فاكسيو, السويد              | آيسلندا                     | 1-0                         | 3–0                         | بطولة أمم أوروبا للسيدات 2013  |
| 2.                          | 5 أبريل 2014                | دبلن ، إيرلندا              | جمهورية أيرلندا             | 2-1                         | 3-2                         | تصفيات كأس العالم للسيدات 2015 |
| 3.                          | 10 أبريل 2014               | مانهايم ، ألمانيا           | سلوفينيا                    | 3–0                         | 4-0                         | تصفيات كأس العالم للسيدات 2015 |
| 4.                          | 19 يونيو 2014               | فانكوفر ، كندا              | كندا                        | 1-0                         | 2-1                         | ودي                            |

## الإنجازات

### النادي
بايرن ميونخ
- الدوري الألماني: الفائز 2014–15 ، 2015–16
- كأس الدوري الألماني: الفائز عام 2011

### دولي
- بطولة أوروبا للسيدات: الفائز 2013
- بطولة أوروبا للسيدات تحت 19 سنة: الفائز 2011
- كأس الغارف: الفائز 2012

### فردي
- كأس العالم للسيدات تحت 20 سنة: الحذاء البرونزي 2012 [7]
- ميدالية فريتز والتر الذهبية: 2012 [8]